# Wiktor Burda
Wiktor Burda (ur. 5 maja 1860 w Pisarzowicach, zm. 29 listopada 1933 w Rijece) – polski przedsiębiorca rybacki, hodowca ryb słodkowodnych, pionier ich hodowli w Bośni.

## Życiorys
Rodzina pochodziła z Czech. Jego ojcem był Józef Burda (ur. 1813 we wsi Rohoznice, powiat Jičin). Szkołę realną ukończył w Bielsku, a potem kontynuował naukę w Szkole Rolniczej „Josephinum” (Mödling). Z czasem stał się ekspertem w dziedzinie hodowli ryb słodkowodnych na terenie Austro-Węgier, co prowadziło do licznych przeprowadzek. Zakładał stawy w Wielkim Księstwie Krakowskim i na Bukowinie. W 1883 wydzierżawił gospodarstwo rybne w okolicy Skierniewic, które odniosło duży sukces komercyjny. Jego osiągnięcia wzbudzały znaczne zainteresowanie i przysparzały mu znaczenia w branży oraz zysków. Otrzymał tytuł radcy dworu. Hodował ryby w kilku gospodarstwach na Śląsku, m.in. w Żmigrodzie i prawdopodobnie w Niemodlinie. Po wygaśnięciu umów na ich dzierżawę, przeniósł się do Wiednia, gdzie powierzono mu funkcję wiceprezesa Cesarskiego Austriackiego Towarzystwa Rybaków. W 1895 opublikował w krakowskiej drukarni „Czasu” broszurę Teoryja zarybiania stawów (w języku polskim), przez wiele lat stanowiące jedyne takie opracowanie w regionie.
W latach 1892–1893 wybudował czterokondygnacyjną kamienicę w Bielsku przy ul. 11 Listopada (projektantem był Karol Korn). Był też właścicielem kilku innych budynków mieszkalnych.
Około 1900, w ramach austriackiej polityki kolonizacyjnej w Bośni, został zaproszony przez austriackie władze do Sarajewa w celu założenia gospodarstwa rybackiego. Do realizacji przedsięwzięcia wybrał około 200 hektarów ziemi w północnej Bośni (powiat Prnjavor) noszącej nazwę Crnajski ług i Dolni ług, w pobliżu miejscowości Saničani oraz około 500–700 hektarów nazywanych Steparski Ług (powiat Bosanska Gradiška) koło Bardačy. W 1902 podpisał umowę z Rządem Krajowym na realizację zadania. Betonowe stawy ukończono w 1905 w Saničani i 1908 w Bardačy. Rybę rozpłodową przywiózł w dwadzieścia godzin, koleją z Bielska w beczkach napowietrzanych miechem kowalskim. W 1907 rozmiary hodowli były już znaczące – towar sprzedawano na rynku wewnętrznym, jak również eksportowano za granicę, m.in. do Banja Luki, Sarajewa, Zagrzebia, Rijeki, Wiednia, Budapesztu, Merano, a później również do Drezna i Berlina. Założył dwa przedsiębiorstwa hodowlane: „Prijedor” i „Bosanska Gradiška”. Wprowadził do kuchni bośniackiej ryby cieszące się na tamtejszym rynku znikomą popularnością, w tym zupełnie nieznanego karpia.
Podczas I wojny światowej produkcja w Bośni została przerwana z powodu zmobilizowania zarządców i robotników. Mieszkał w Wiedniu, utrzymując się z dzierżawy bielskich kamienic w dzielnicy Dolne Przedmieście. Zmarł w Rijece. Wiedeńskie czasopismo branżowe „Fischerei Zeitung” napisało w nekrologu (1934), że „był nosicielem i organizatorem nowych zasad gospodarowania, założycielem współczesnego gospodarstwa rybnego w Niemczech”.

## Życie prywatne
Jego żoną była bielszczanka, Hermina z Fijałkowskich, z którą miał dwóch synów – Wiktora (1890–1945, doktora nauk prawnych) i Artura (1894–1984, filantropa i konsula honorowego RP w Banja Luce).